# إرسال ساحق

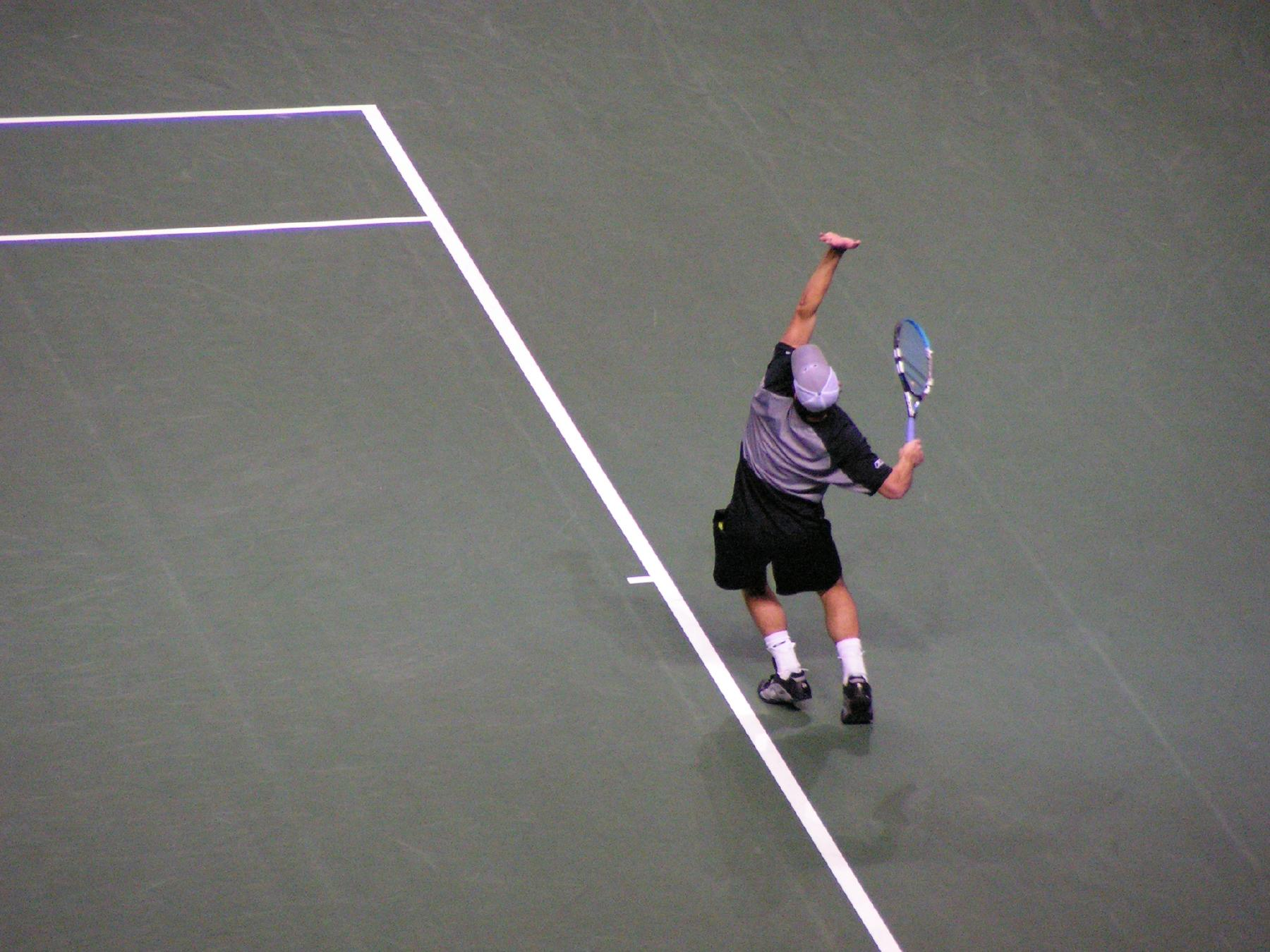
أحد لاعبي كرة المضرب

الإرسال الساحق أو الآص أو الآس في رياضة كرة المضرب هو إرسال قانوني لا يلمسه المنافس ويحقق نقطة. وفقاً لقاعة مشاهير كرة المضرب الدولية صاغ هذا المصطلح (ما عُرِّب بآص أو أس) الصحفيُ أليسون دانزيغ.